# Bílá továrna v Lodži
Geyerova Bílá továrna (polsky: Biała Fabryka Geyera)  je komplex továrních budov na ulici Piotrkowská 282–284 v Lodži v Polsku, které postavil průmyslník Ludwik Geyer, a je zapsán v seznamu kulturních památek Lodžského vojvodství pod číslem ZS-1/1 z 19. února 1964 a A/1 z 20. ledna 1971.

## Historie
Budova velké mechanické přádelny a tkalcovny byla postavena v letech 1835 až 1837. Budovy byly umístěny mezi ulicí Piotrkowská a severním břehem rybníka, který byl zřízen na potoce Jasieň. Název Bílá továrna vznikl podle bílé omítky, čímž se lišila od ostatních později postavených budov z režného zdiva. Nejprve byla postavena třípatrová budova a pak severní třípatrové křídlo. Za budovou se nacházela kotelna se strojovnou, kde byl ke konci roku 1838 instalován první parní stroj v Lodži. Parní stroj měl výkon 60 HP a u kotelny byl postaven 46 m vysoký tovární komín, první v Lodži. Tím byla zahájena mechanizace textilního průmyslu a také centralizace výroby. Plány na výstavbu pravděpodobně vznikly v Anglii. V roce 1839 bylo v továrně instalováno 180 mechanických tkalcovských stavů s 7584 vřeteny, tence spřádacích strojů a mnoho pomocných strojů.Stroje byly zakoupeny v té době nejlepšího výrobce, u bratrů Cockerillových v Belgii. V roce 1840 továrna zaměstnávala kolem 600 osob. Severní křídlo bylo prodlužováno ve čtyřicátých, sedmdesátých a osmdesátých letech 19. století. V roce 1848 bylo postaveno jižní nesymetrické s rizalitem a průjezdní bránou, pravděpodobně podle projektu inženýra Jana Jakuba Gaye. V roce 1881 byla postavena u jižního křídla přízemní budova kanceláří. V roce 1886 bylo postaveno východní křídlo, které uzamklo nádvoří. V roce 1887 u jihozápadního nároží na ulici Piotrkowská byla postavena nová budova pro kanceláře a stará kancelářní budova byla přestavěna na plynárnu a kovárnu. Poslední budova byla postavena v roce 1888, patrová budova skladu podél východního křídla komplexu. Jižní křídlo v roce 1901 postihl požár. Po opravě byly nad schodištěm postaveny další tři patra, kde v horní části byla umístěna vodní nádrž.
V roce 2015 byl zařazen mezi historické památky. Od roku 1975 je zde umístěno muzeum textilní historie. V roce 1975 bylo změněno na Centralne Muzeum Włókiennictwa (Ústřední textilní muzeum).

## Architektura
Bílá továrna je komplex zděných omítaných a obílených budov postavených kolem obdélníkového nádvoří s kotelnou. Třípatrová budova se dvěma křídly (severní a jižní) je klasicistní stavba. Budovy mají obdélníkový půdorys a jsou postavené z pálených cihel na kamenné a cihlové podezdívce. Uliční průčelí je děleno třemi pseudorizality zakončené trojúhelníkovými frontony a římsami. Nad přízemím je úzká římsa, mezi patry průběžné kordonové římsy a nejvýše je korunní římsa. Přízemí je bosované, okna jsou obdélná rámovaná vpadlinou s půlkruhovým zakončením. V prvním a druhém patře je fasáda hladká s obdélnými okny nad nimiž je dělená nadokenní římsa, ve třetím patře obdélná okna nemají nadokenní římsu.
Později dostavěné východní křídlo je postavené z režného červeného cihlového zdiva na půdorysu obdélníku s průjezdní bránou v ose. Okna v přízemí jsou zakončena půlkruhovým záklenkem.
Přízemní budova kanceláří je postavena mimo komplex budov u jihozápadního nároží. Je postaven na půdorysu čtverce. Fasáda je vertikálně členěna pilastry, v rozích zdvojenými, okna jsou obdélná v šambránách a s nadokenní římsou na volutových konzolách. Vodorovné členění fasády je zvýrazněno rustikou a širokým pásovou římsou s triglyfem nad okenními římsami a nad střešní římsou pokračuje atika.
V interiéru jsou ploché dřevěné stropy podepřené dřevěnými nebo litinovými sloupy, které byly podle pater rozmístěny v jedné, dvou nebo třech řadách. Ve východním křídle byly cihlové stropy v přízemí a prvním patře položeny na I nosnících, které spočívaly na dvou řadách litinových sloupů, další stropy byly dřevěné.

## Muzeum
Ústřední textilní muzeum má několik stálých výstav:
- Nářadí a textilní stroje, které jsou rozděleny do čtyř částí od přádelnictví přes tkaní až po konečnou úpravu, včetně metrologie v textilním průmyslu. Tato část je zastoupena stroji od kolovrátku až po mechanický tkalcovský stav.
- Historie továren Ludwika Geyera 1828–2002. Tato část představuje historii od doby, kdy podnik vlastnil Geyer až po dobu poválečnou.
- Rekonstrukce tkalcovny z přelomu 19. a 20. století. Tuto část prezentují stroje získané z jiných textilních továren, od tkalcovských a pomocných strojů až po převíječky či cívkovačky. Některé stroje jsou uváděny do pohybu.
- Móda 20. století zahrnuje přes 230 mužských a ženských oděvů a doplňků.
- Tkanina. Období 1945–2005 představuje současnou uměleckou tkaninu.
- Kotelna. Interaktivní muzeum.

Mimo činných strojů, které jsou uváděny do chodu od roku 2008, je možné zhlédnou životní a pracovní podmínky lodžských tkalců.
V areálu muzea se nachází Skanzen lodžské dřevěné architektury, která zahrnuje dřevěné stavby přenesené z ulic Lodže. Mimo jiné dvěstěletý dřevěný modřínový kostel z ulice Novosolná.